# 吉山明兆
吉山明兆（1352年—1431年），日本画家、京都寺院禅宗僧人，他以室町水墨画画法作画。其作品包括水墨风景画和肖像画，另外，他也画佛教画像。